# Tapoa (rivière)
Pour les articles homonymes, voir Tapoa.
La Tapoa est une rivière du Niger et du Burkina Faso, et un affluent droit du fleuve le Niger. 

## Géographie
Prenant sa source au Burkina Faso, elle coule dans la province de la Tapoa, fait brièvement la frontière entre le Burkina Faso et le Niger, avant de traverser le département de Say et de se jeter dans le fleuve Niger.

## Hydrologie
La Tapoa ne s'écoule que six mois par an, entre la saison des pluies (juin) et le mois de décembre. À la fin de la saison sèche, elle est presque entièrement asséchée ; seules les gorges profondes retiennent l'eau, se muant en mares.

## Aménagements et écologie

### Histoire
Les premiers peuplements connus proches de la rivière remontent au paléolithique moyen.

### Environnement
La Tapoa forme la limite entre la réserve totale de Tamou (au nord) et le parc W du Niger (au sud).

### Économie
Des activités de braconnage et de pêche illégale s'exercent sur les rives de la rivière.